# Allobates tinae
Allobates tinae Melo-Sampaio, Oliveira, and Prates, 2018 è un anfibio anuro appartenente alla famiglia degli Aromobatidi.

## Distribuzione e habitat
È endemica del Brasile.Si trova nello stato di Acre, Amazonas e Rondônia